# Fort Albany (Ontario)
Fort Albany ist ein am Albany River gelegenes Fort, welches von der Hudson’s Bay Company (HBC) im Jahre 1670 zur Entwicklung des Fellhandels mit den First Nations gegründet wurde. Es ist eines der ältesten und ehemals wichtigsten Forts der HBC.

## Lage und Geschichte
Die Nachbarortschaften Moose Factory und Rupert House sind ebenfalls ehemalige Forts der HBC. Die Erschließung der Gegend erfolgte in der Zeit von 1675 bis 1679 durch Charles Baylay zu Fuß und auf dem Wasserwege (z. B. über den Englisch River, Winnipeg River, Lac Seul) mit Kanus.
Nahe der Einmündung des Albany River in die James Bay finden sich Reservate (Fort Albany No. 67) der First Nation. Laut dem „Census 2016“ leben in den zusammen 362,87 km² großen Reservaten insgesamt 2163 Menschen.

## Sprache und Religion
Große Teile der Bevölkerung sprechen die örtliche Sprachen der Cree Mushkegowuk Cree sowie Englisch. Die beiden hauptsächlich praktizierten Glaubensrichtungen sind der römisch-katholische Glaube und die indigene Religion der Cree.

## Indian Residential School
Bereits 1906 wurde hier eine Internatsschule für die First Nations, die „St. Anne’s Indian Residential School“ (auch bekannt als „Fort Albany Indian Residential School“), eröffnet. Ab 1920, als der Schulbesuch für alle Kinder zwischen 7 und 15 Jahren in ganz Kanada obligatorisch wurde, wurde das System der Residential Schools eingeführt und diese Schule in dieses integriert. Die Schule wurde bis zu ihrer Schließung im Jahr 1976 durch die Römisch-katholische Kirche betreut. Allgemein kam es in diesen Schulen zu Tausenden von Übergriffen auf die Schüler und die Schulen hatte eine hohe Sterblichkeitsrate. Für dieses System entschuldigte sich die kanadische Bundesregierung im Jahr 2008.

## Infrastruktur und Wirtschaft
Fort Albany kann auf dem Seeweg über die James Bay erreicht werden. Die Ortschaft verfügt über keinen direkten Anschluss an das Straßenverkehrsnetz Kanadas. Lediglich im Winter kann die Ortschaft über eine sogenannte Winterroad erreicht werden. Ebenso ist eine Anreise per Flugzeug möglich, da die Ortschaft über den eigenen Flughafen Fort Albany Airport, (IATA: YFA, ICAO: CYFA) verfügt. Tägliche Flüge sind mit der Airline Air Creebec möglich. Saisonale Arbeitsmöglichkeiten gibt es in der Bauwirtschaft und in staatlichen Projekten. Große Teile der Bevölkerung erhalten staatliche Unterstützung. Traditionelle örtliche Arbeitsmöglichkeiten sind die Jagd und der Fischfang.